# Susanna (Schiff)
Die Susanna war ein deutsches Vollschiff, d. h. ein Segelschiff mit mindestens drei rahgetakelten Masten. Berühmt wurde sie als das Schiff, das mit Abstand die längste Zeit (99 Tage) für die Umrundung von Kap Hoorn brauchte (vgl. auch Kaphoornier).

## Schiffsgeschichte

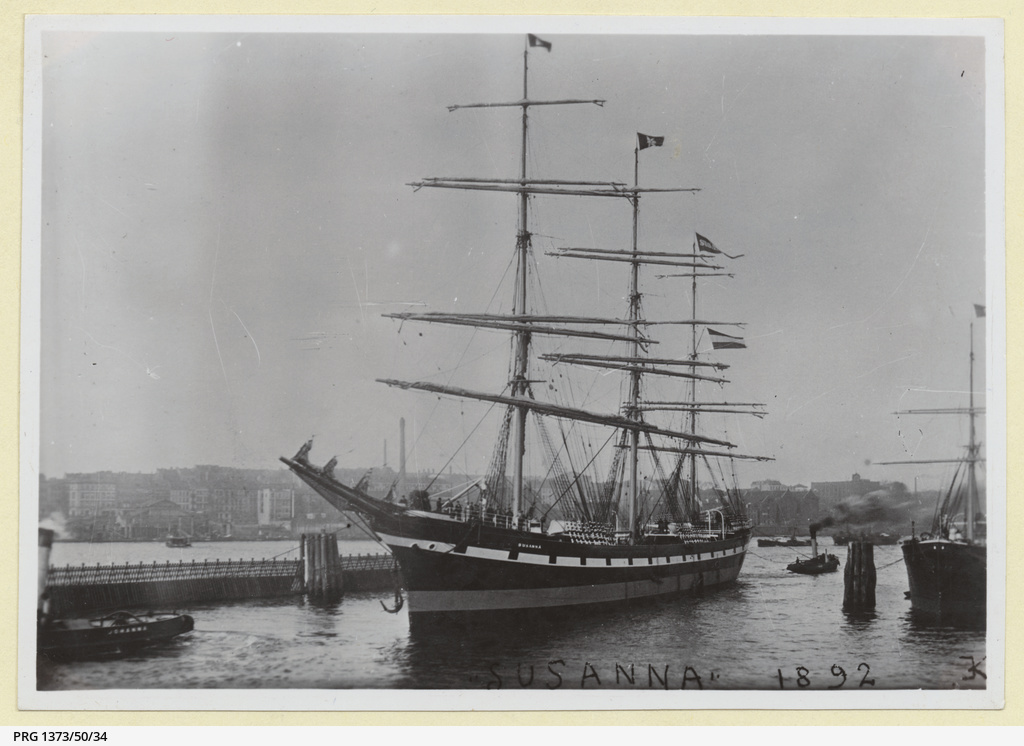

Die Susanna lief 1892 auf der Werft Blohm & Voss als Baunummer 88 vom Stapel. Das Schiff war nach der Thekla (bis 1899) das zweite Schiff der 1811 gegründeten Hamburger Reederei G. J. H. Siemers & Co und wurde für den Nitrathandel zwischen Europa und Chile (sog. Salpeterfahrten) eingesetzt.
Im südlichen Winter 1905 fuhr die Susanna dafür unter Kapitän Christian Jürgens von Europa zum Salpeterhafen Iquique (Nordchile). Der Winter zeichnete sich jedoch selbst für die berüchtigte Region um Kap Hoorn durch ungewöhnlich schlechtes Wetter aus: 30 Schiffe gaben die Umrundung auf und liefen stattdessen die Falklandinseln, Montevideo (Uruguay) oder Rio de Janeiro (Brasilien) an; mehr als fünf sanken, weitere fünf wurden von ihren Besatzungen aufgegeben oder strandeten; mehrere Kapitäne brachen die Umrundung von Kap Hoorn ab und segelten stattdessen die deutlich längere Strecke um Afrika und Australien. Die Zahl der erfolgreichen Kap-Hoorn-Umrundungen im Winter 1905 ist unsicher und wird auf etwa 130 bis 400 geschätzt. Zu den erfolgreichen Schiffen gehörte die Susanna. Am 19. August 1905 querte sie den 50. Breitengrad, was gemeinhin als Beginn der Umsegelung von Kap Hoorn angesehen wird. Aufgrund von ungünstigen Winden brauchte das Schiff für die Umrundung allerdings volle 99 Tage, von denen 80 Tage Sturm (10 und mehr Beaufort) herrschte. Bei der Ansteuerung von Iquique wurde festgestellt, dass die Länge der Fahrt auch mit einer falschen Einstellung des Schiffschronometers zusammenhing: Wegen des schlechten Wetters war es an Bord der Susanna nicht möglich gewesen, durch die Beobachtung von Mond und Fixsternen (Astronavigation) im Laufe der Reise die Schiffsposition zu berechnen und das Chronometer zu kontrollieren, so dass die Susanna erheblich zu weit nach Westen gesegelt war – angeblich ca. 500 Seemeilen (926 km). – Die langwierige Umrundung von Kap Hoorn führte dazu, dass die Susanna mit 189 Tagen Fahrtzeit außerdem den Rekord für die längste Fahrt von Europa nach Nordchile hält.
1908 kollidierte die Susanna mit dem schwedischen Dampfschiff Anni, während sie auf einer Fahrt nach Südamerika zur Elbe geschleppt wurde. Als das Dampfschiff daraufhin sank, kamen sechs Besatzungsmitglieder der Anni ums Leben.
Bei einer weiteren Umrundung von Kap Hoorn war die Susanna 1911 mit Kohle von England für Iquique beladen. In der Region von Kap Hoorn wurde festgestellt, dass die Kohlenfracht Gefahr lief, Feuer zu fangen. Daraufhin wurde zu diesem Zweck mitgeführter Stickstoff über Rohre auf die Kohle gepumpt. Am Bestimmungshafen wurde die Kohle zusätzlich mit Süßwasser übergossen. Als die Frachträume schließlich geöffnet wurden, um die Susanna zu entladen, fanden sich anstelle der Kohle eine dicke Koks-Schicht und am Boden mehrere Meter Teerablagerung. Für den Empfänger der Ladung soll die Kohlenumwandlung kein schlechtes Geschäft gewesen sein.
Die Susanna lief am 14. August 1913 auf der Rückkehr von einer langen Fahrt auf dem Zantman’s Rock bei den Scilly-Inseln vor der Küste von Cornwall (England) auf Grund.49° 54′ 2″ N, 6° 27′ 6″ W Das Wrack wurde nie geborgen.

## Sonstiges
Das Museum Kunst der Westküste in Alkersum auf der nordfriesischen Insel Föhr brachte 2018–2019 ein Projekt von Susanne Kessler - Odissea zur Ausstellung als eine Rauminstallation, die das grafische Liniengerüst der Odyssee der Susanna bei ihrer Umsegelung von Kap Hoorn 1905 als eine Metapher auf vielen Ebenen darstellt.